# Peter Gzowski
Peter Gzowski (né le 13 juillet 1934 - décédé le 24 janvier 2002) était un journaliste, un animateur de radio et un écrivain canadien. Il est devenu célèbre pour avoir animé l'émission Morningside sur la Canadian Broadcasting Corporation (CBC). 
Auteur de plusieurs livres, il écrivait régulièrement dans la revue Maclean's. Il a reçu de nombreux honneurs, dont l'Ordre du Canada.
C'est un descendant de Casimir Stanislaus Gzowski.